# GSC1871-1808
GSC1871-1808 — хімічно пекулярна зоря спектрального класу A0, що має видиму зоряну величину в смузі V приблизно 11,4.